# インターナショナル・レース・オブ・チャンピオンズ
インターナショナル・レース・オブ・チャンピオンズ(IROC)は、アメリカ合衆国において開催されていた自動車レースのオールスター戦の名称およびそのレースシリーズである「True Value IROC」を主催していた組織。

## 概要

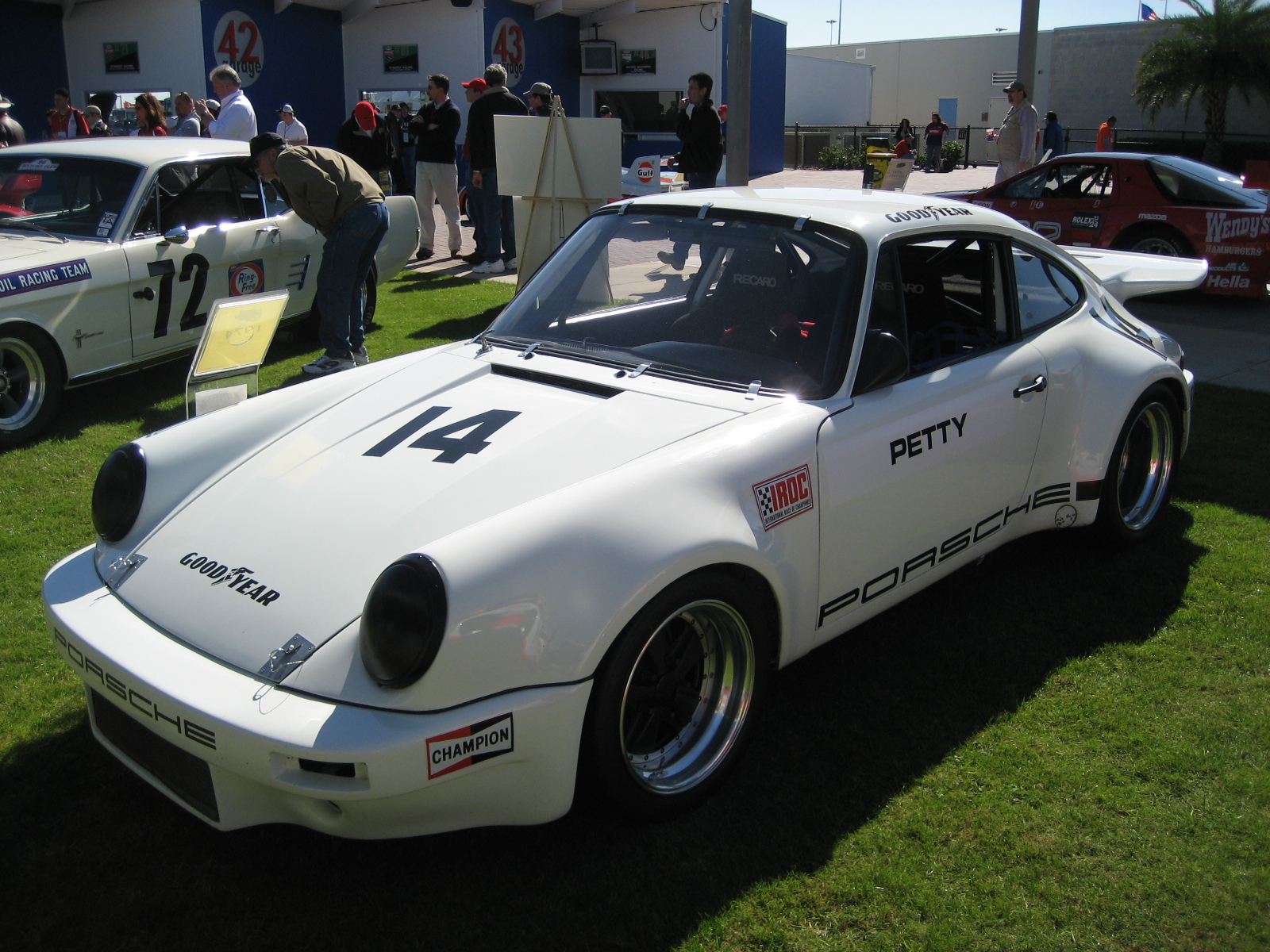
ポルシェ・カレラRSR IROC

アメリカの主だったレース（INDY、CART、NASCAR）で活躍する中から選ばれた6人から12人のドライバーが、同一の整備士が整備したストックカーで速さを競うレースである。これにより、各界から選出されたドライバー同士が純粋にその技量だけを競い合うことが可能となっている。1972年よりデビット・ロックトンにより立案され、1974年に団体が設立、最初の競技が開催された。年間4回行われ、その中で最も高いスコアを出したものが優勝となった。
IROCにより最初に選出されたモデルはポルシェ・カレラRSRであった。
また、最初の優勝者はF1ドライバーのマーク・ダナヒューであった。
1991年まではロードコース、オーバルコースが使われていたが、1992年以降はオーバルコースのみの開催となっていた。
しかし2007年にスポンサーが確保できず中断され、以降復帰に向けて調整を続けていたが、2008年3月に組織は倒産し、資産は競売にかけられた。